# Vedova di Giuseppe Rosone
La vedova di Giuseppe Rosone (fl. XVIII secolo) è stata una tipografa italiana, attiva a Messina tra il 1779 e il 1781.

## Biografia
Le notizie riguardanti la vedova sono molto scarne. Il nominativo è stato recuperato attraverso l’analisi di un elenco di edizioni del XVIII secolo conservate presso la Biblioteca Provinciale dei Cappuccini di Messina. Questo elenco ha consentito di ricostruire parzialmente l’attività della tipografa.
Stampò alcuni libretti liturgico-devozionali relativi ai santi, appartenenti al genere degli Officia propria.
Il marito Giuseppe Rosone ebbe un’attività limitata concentrata negli anni 1771-1775, nei quali dà vita a meno di una decina di pubblicazioni, per lo più di carattere popolare e devozionale. Curò inoltre la vendita di alcune edizioni dello stampatore arcivescovile Francesco Cicero, con il quale realizzò pubblicazioni in società, scambiandosi spesso il ruolo di tipografo e di editore.
Le opere più significative del libraio-editore sono due grammatiche latine di Antonino Puliatti: L’Esperienza maestra… Principj della grammatica latina del Peloritano, stampata nel 1775; e la Grammatica latina dedicata al cardinale Silvio Valenti Gonzaga, pubblicata nel 1776.
Non si sa con certezza se Giuseppe Rosone avesse una sua officina tipografica o se utilizzasse i torchi di Francesco Cicero. Vista la sua modesta produzione a stampa sembrerebbe più verosimile la seconda ipotesi: questo spiegherebbe anche l’attività marginale della vedova. Alla tipografa sono attribuite le edizioni In festo B. Francisci Caracciolo (1779), In festo sanctorum martyrum Eleutherii civis (1780), In festo S. Macrinae (1781) e In festo S. Pulcheriae (1781).

## Edizioni stampate
Di seguito sono elencate le edizioni stampate dalla vedova di Giuseppe Rosone:
1779 In festo B. Francisci Caracciolo
1780 In festo sanctorum martyrum Eleutherii civis
1781 In festo S. Macrinae
1781 In festo S. Pulcheriae